# Microgramma
Microgramma é um género de samambaias da família Polypodiaceae. A maioria das espécies do género são limitadas à América do Sul e à América Central.
Contém as seguintes espécies (esta lista pode estar incompleta):
- Microgramma bifrons
- Microgramma dictyophylla
- Microgramma latevagans
- Microgramma lycopodioides
- Microgramma megalophylla
- Microgramma mauritiana
- Microgramma microsoroides
- Microgramma nitida
- Microgramma percussa
- Microgramma persicariifolia
- Microgramma squamulosa
- Microgramma tecta
- Microgramma tuberosa
- Microgramma vacciniifolia, cipó-cabeludo[1] ou samambaia-grama

A samambaia grama, Microgramma vacciniifolia, forma o que parece ser uma densa “grama” crescendo e cobrindo o tronco e ramos de muitas árvores no cerrado, na mata atlântica e em cidades do Brasil. É uma samambaia epífita nativa, que mal nenhum causa à árvore. Usa essa apenas como suporte.